# Ménil-Erreux
Ménil-Erreux è un comune francese di 241 abitanti situato nel dipartimento dell'Orne nella regione della Normandia.

## Società

### Evoluzione demografica
Abitanti censiti